# Инченково (Трудармейское сельское поселение)
Инченково — посёлок при станции в Прокопьевском районе Кемеровской области. Входит в состав Трудармейского сельского поселения.

## География
Центральная часть населённого пункта расположена на высоте 439 м над уровнем моря.

## Население
| 2010 |
| ---- |
| 55   |

### Половой состав
По данным Всероссийской переписи населения 2010 года, в посёлке при станции Инченково проживало 55 человек (26 мужчин, 29 женщин).